# Aleksandr Šefer
Aleksandr Šefer (in russo Александр Шефер?; Almaty, 20 agosto 1971) è un dirigente sportivo ed ex ciclista su strada kazako.
Professionista dal 1993 al 2003, conta la vittoria di un Giro dell'Appennino e di un Giro di Toscana. Dal 2007 è direttore sportivo alla Astana.

## Carriera
Da dilettante vinse il Regio-Tour nel 1990 e partecipò ai mondiali dello stesso anno. I principali successi da professionista furono due tappe alla Vuelta a Andalucía (una nel 2001 e una nel 2002), il Giro dell'Appennino nel 2001 e il Giro di Toscana nel 2002. Partecipò a sette edizioni del Giro d'Italia, quattro della Vuelta a España, due del Tour de France, due campionati del mondo e due edizioni dei Giochi olimpici. Dal 2007 è direttore sportivo del Pro Team Astana.

## Palmarès
- 1990 (dilettanti)

2ª tappa Giro delle Regioni (Manciano > Rieti)
Classifica generale Regio-Tour
- 1992 (dilettanti)

9ª tappa Settimana Ciclistica Bergamasca (Casale Litta)
10ª tappa, 2ª semitappa Settimana Ciclistica Bergamasca (Nembro > Selvino, cronometro)
- 2001 (Alessio, due vittorie)

2ª tappa Vuelta a Andalucía (Siviglia > Lucena/Santuario de Araceli)
Giro dell'Appennino
- 2002 (Alessio, due vittorie)

2ª tappa Vuelta a Andalucía (Lora del Río > Cordova)
Giro di Toscana

## Piazzamenti

### Grandi Giri
- Giro d'Italia

1993: ritirato (14ª tappa)
1995: ritirato (5ª tappa)
1996: 8º
1997: ritirato (19ª tappa)
1998: 44º
1999: 21º
2001: 25º
- Tour de France

1998: ritirato (10ª tappa)
2002: ritirato (6ª tappa)
- Vuelta a España

1997: ritirato (7ª tappa)
1999: 46º
2000: 101º
2001: 62º

### Classiche monumento
- Milano-Sanremo

1993: 73º
1997: 26º
1999: 42º
2002: 26º
2003: 81º
- Giro delle Fiandre

1994: 89º
- Liegi-Bastogne-Liegi

1998: 51º
1999: ritirato
2003: 34º
- Giro di Lombardia

2000: ritirato
2001: ritirato
2002: 81º

### Competizioni mondiali
- Mondiali su strada

Utsonomiya 1990 - In linea dilettanti: 15º
Lugano 1996 - In linea: non partito
Verona 1999 - In linea: ritirato
- Giochi olimpici

Atlanta 1996 - In linea: 85º
Sydney 2000 - In linea: 53º